# Phyllanthus gunnii
Phyllanthus gunnii är en emblikaväxtart som beskrevs av Joseph Dalton Hooker. Phyllanthus gunnii ingår i släktet Phyllanthus och familjen emblikaväxter. Inga underarter finns listade i Catalogue of Life.